# Écoute
«Écoute» es una canción grabada por la cantante rumana Alexandra Stan para su tercer álbum de estudio, Alesta (2016). Con la colaboración de la banda rumana Havana, fue lanzada el 9 de marzo de 2016 a través de Victor Entertainment en conjunto con el estreno del disco. Las letras de la pista están escritas tanto en inglés como en francés. Nadir Tamuz, Alexandra Tîrtîrau, Sorin Seniuc y Vanotek se encargaron de la composición, mientras que la producción fue manejada por Luigi Enciu. «Ecoute» es una canción dance, que incorpora ritmos tropicales y sonidos orientales en su instrumentación. Según Stan, abarca temas como el amor incondicional.
Un video musical para el sencillo fue subido al canal oficial de Stan en YouTube el 31 de mayo de 2016; tras superar las 10 millones de vistas, la cantante decidió lanzar un video casero para su sencillo posterior, «Boom Pow» (2016). El video—que muestra a Stan en un paisaje nevado—fue filmado en marzo de 2016 por Khaled Mokhtar en la cima de la montaña Transalpina cerca de la localidad de Obârșia-Brezoi. La pista ha recibido reseñas positivas por parte de los críticos de música, quienes elogiaron su composición bilingüe y compararon las voces de Stan con las de Inna y Fly Project en «Bad Boys» (2015) y «Jolie» (2016), respectivamente. «Écoute» alcanzó el top 20 en las listas de Rumania, Bulgaria y Polonia.

## Composición
«Écoute» fue escrita por Nadir Tamuz, Alexandra Tîrtîrau, Sorin Seniuc y Vanotek, mientras que la producción fue manejada por Luigi Enciu. Es una canción dance, con una duración de tres minutos con dieciséis segundos, que incorpora ritmos tropicales, elementos orientales y violines en su instrumentación. La pista comienza con un ritmo calmado y se elabora un crescendo antes de llegar al coro. «Écoute» presenta letras tanto en inglés como en francés, que—según Stan—abarca temas sobre «amor puro, sin barreras, que no te limita». La banda rumana Havana aportó con versos adicionales en la segunda estrofa de la canción. Valentin Malfroy, del sitio web francés Aficia, comparó las vocales «sensuales» de Stan con las de Inna en «Bad Boys» (2015) y el grupo rumano Fly Project en «Jolie» (2016); además etiquetó sus letras como «efectivas sin ser complicadas». Jonathan Currinn, quien escribió para Outlet Magazine, pensó que sus voces «armonizan perfectamente la canción, entregando tanto fuego que el fondo helado [del video musical] se desvanece».

## Recepción
Olivio Umberto, del sitio web italiano RnB Junk, elogió la canción por traer «la música dance de alta calidad a las discos europeas»; de manera adicional, pensó que sería «muy esperada en Europa». El editor concluyó su reseña diciendo: «El idioma inglés solo sirve para captar la atención del oyente, ya que se refiere a una parte muy restringida de la pista». Comercialmente, «Écoute» debutó en el puesto número 78 en la lista Airplay 100 de Rumania el 26 de junio de 2016; poco después, ascendió al número 16 el 21 de agosto de 2016, y permaneció en dicha posición durante dos semanas antes de alcanzar su punto máximo en el número 14 el 11 de septiembre de 2016. La canción alcanzó la misma posición en el ranking Singles Top 40 de Bulgaria en su sexta semana, y logró posicionarse en el número 11 en Polonia.

## Promoción
Stan interpretó «Écoute» durante una serie de conciertos para promover su tercer álbum, Alesta, en Japón y Europa. Acompañada por Havana y un violinista, la cantante presentó una versión reducida de la canción para las estaciones de radio rumanas Kiss FM, Pro FM y Radio 21 el 3 de junio, 7 de junio y 28 de junio de 2016, respectivamente.

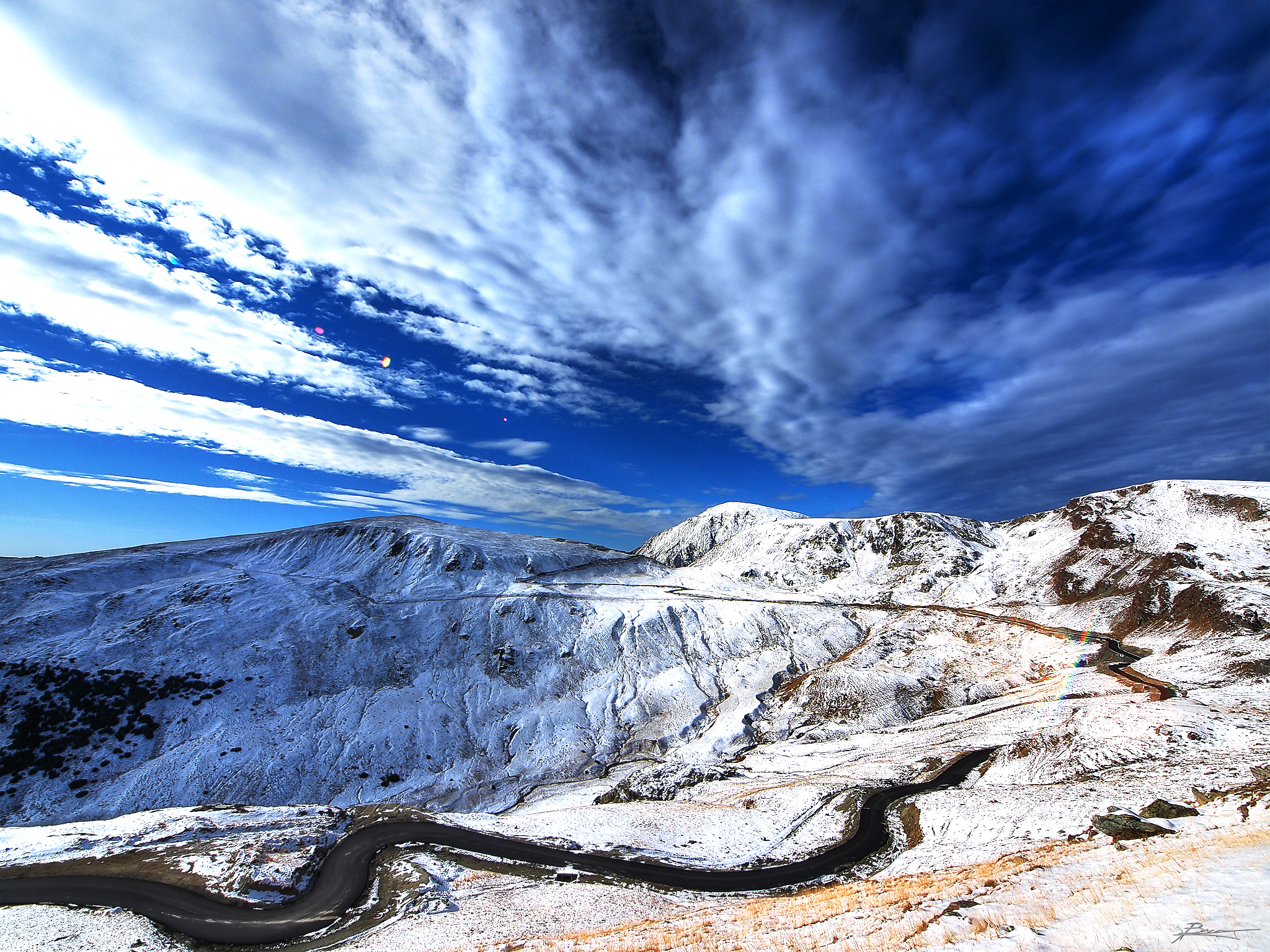
El video musical fue filmado en la montaña Transalpina (en la imagen) cerca de la localidad de Obârșia-Brezoi.

Un video musical de acompañamiento para el sencillo fue subido al canal oficial de Stan en YouTube el 31 de mayo de 2016; tras superar las 10 millones de vistas, la cantante decidió lanzar un video casero para su sencillo posterior, «Boom Pow» (2016). El video fue filmado por Khaled Mokhtar en marzo de 2016 en la cima de la montaña Transalpina cerca de la localidad rumana de Obârșia-Brezoi, donde Stan solía ir con su familia en su infancia. Se estima que la temperatura era de –15 °C y el equipo tuvo que ser llevado en un camión. Para el rodaje, transformaron el refugio de Transalpina en un set de maquillaje y vestuario.
El video empieza con Stan quitándose su chaqueta, mientras usa una peluca rubia. Posteriormente, aparece una montaña, después de lo cual la cantante se presenta con un perro husky frente a un paisaje nevado, luciendo una sudadera blanca. Luego, se muestran imágenes con dos caballos que corren libres, y ella tira su cabello de manera similar al movimiento de los animales. En el resto del videoclip, Stan interpreta la canción, mientras que la banda Havana hace un cameo y aparecen en varias escenas intercaladas a través del video.
Malfroy, del sitio web Aficia, confesó que «los paisajes nevados [en el video] entregan una dimensión de invierno, en oposición al calor que podría traer». Mientras que Info Music pensó que el husky y el caballo blanco eran metáforas sobre la pureza y la personalidad de la artista, respectivamente, Currinn, de Outlet Magazine, explicó que añaden «imágenes perfectas al videoclip». Umberto, de RnB Junk, le dio una reseña positiva, afirmando que «la apariencia, el paisaje y la vestimenta presentan a Alexandra en toda su belleza y sensualidad, pero siempre conservan una clase de aura, sin acercarse a la vulgaridad».

## Formatos
| Descarga digital |                       |          |  |
| N.º              | Título                | Duración |  |
| 1.               | «Écoute (con Havana)» | 3:16     |  |

| Descarga digital en Rusia |                                           |          |  |
| N.º                       | Título                                    | Duración |  |
| 1.                        | «Écoute (con Havana)»                     | 3:16     |  |
| 2.                        | «Écoute (con Havana) [Versión extendida]» | 4:28     |  |

## Personal
Créditos adaptados de YouTube.
| Créditos de composición y técnicos - Luigi Enciu – productor - Nadir Tamuz – compositor - Alexandra Tîrtîrau – compositor - Sergiu Musteata – mezcla, masterización - Sorin Seniuc – compositor - Vanotek – compositor | Créditos vocales - Alexandra Stan – voz principal - Havana - artista invitado Créditos visuales - Khaled Mokhtar – director |

## Posicionamiento en listas
| Bulgaria | Singles Top 40    | 14 |
| Polonia  | Dance Top 50      | 11 |
| Rumania  | Airplay 100       | 14 |
| Turquía  | Number One Top 20 | 40 |

## Historial de lanzamiento
| Región      | Fecha                                    | Formato          | Discográfica   |
| ----------- | ---------------------------------------- | ---------------- | -------------- |
| Japón       | 9 de marzo de 2016 (a través de Alesta)  | Descarga digital | Victor         |
| Canadá      | 16 de marzo de 2016 (a través de Alesta) | Descarga digital | Roton Global   |
| Francia     | 16 de marzo de 2016 (a través de Alesta) | Descarga digital | Roton Global   |
| Alemania    | 16 de marzo de 2016 (a través de Alesta) | Descarga digital | Roton Global   |
| Rumania     | 16 de marzo de 2016 (a través de Alesta) | Descarga digital | Roton Global   |
| Reino Unido | 16 de marzo de 2016 (a través de Alesta) | Descarga digital | Roton Global   |
| México      | 22 de abril de 2016 (a través de Alesta) | Descarga digital | Warner         |
| Chile       | 22 de abril de 2016 (a través de Alesta) | Descarga digital | Warner         |
| Perú        | 22 de abril de 2016 (a través de Alesta) | Descarga digital | Warner         |
| Italia      | 8 de julio de 2016 (a través de Alesta)  | Descarga digital | Vae Victis Ego |
| Rusia       | 12 de agosto de 2016                     | Descarga digital | Nikitin        |